# Torre del Poetto
La torre del Poetto, detta anche torre della Sella del Diavolo, è una piccola torre costiera, situata nel promontorio della Sella del Diavolo, a Cagliari. L'edificio, semidiroccato, domina, dalla sua posizione a 87 metri sul livello del mare, il porticciolo di Marina Piccola e la vicina spiaggia del Poetto.
La torre, risalente al 1597, appare oggi spezzata in due tronconi lungo l'asse verticale. La struttura è tronco-conica, originariamente voltata a cupola, alta sette metri per cinque di diametro. Il materiale di costruzione è costituito da pietra calcarea.
Dal luogo in cui sorge la torre del Poetto, difficilmente raggiungibile, si possono avvistare le torri costiere del golfo di Cagliari comprese tra quella di Mezza Spiaggia e dell'Isola dei Cavoli.